# フェルメールの作品
本項ではフェルメールの作品（フェルメールのさくひん）について述べる。
ネーデルラント（オランダ#国名）にて活動した画家、ヨハネス・フェルメール（1632年10月30日- 1675年12月15日）の現存作品は、真作か贋作かが疑わしいものも含め、37点ある。全て油彩画である。
本項では、彼の作品を包括的に理解するため、作品データと解説を、表にまとめる。

## 作品総数
フェルメールは寡作な作家であった。1663年、フランスの国王顧問官で、リヨンの警視総監である、バルタザル・ド・モンコニ―は、デルフトにあるアトリエを訪れたものの、在庫作品は一切無く、作品が有ると聞いたパン屋に足を伸ばした。
1653年、画家職能組合である聖ルカ組合に加入して以降、どれだけの作品を残したかであるが、メトロポリタン美術館のキャサリン・ベッジャー（Katharine Baetjer）は、50点弱とみている。
19世紀後半、フェルメール没後に再評価のきっかけとされる美術研究家、トレ・ビュルガーは、現存していた74点以上を真作とみなした。1970年代以降の研究では、現存真作数を32から37点と見なしている。

## 作品一覧
凡例
- 真作でない可能性がある6点については、他と区別しやすいよう、淡黄色で網かけをした。
- 制作年代は、「年」を省略する。
- 支持体は、C：キャンバス、W：板である。
- 「サイズ」は、「縦×横」で、単位はセンチメートル、1/10センチ単位は四捨五入した。
- 「特徴」での左右の表記は、原則として鑑賞者から見た側とするが、手など人体については、モデルの立場からとする。

| 番号 | タイトル                     | 制作年  | 支持体 | サイズ  | 所蔵                                               | 特徴 | 図 |
| ---- | ---------------------------- | ------- | ------ | ------- | -------------------------------------------------- | --- | -- |
| 1    | マルタとマリアの家のキリスト | 1654-55 | C      | 160×142 | エディンバラ、スコットランド国立美術館             | 中央がマルタ、向かって左がマリアで、ルカによる福音書10：38-42に基づく場面である。マルタはイエス一行を招き入れ、歓待するが、マリアがイエスの話に聞き入り、もてなしを手伝わないのに立腹し、イエスに諭してもらおうとしたが、イエスはマリアの態度が正しいと語った。テーブルの敷物の柄が、5.「眠る女」のそれと似ている。“IVMeer”サインが発見され、4.「取り持ち女」と色味が近い点からも、真作とされた。E.トラウトスホルトTraustscholdtは、1940年に、ルーベンス工房にいたエラスムス・クエリヌス2世の先行する同名作品が、構図に影響を与えていると指摘した。現存作品中、最大面積である。 |    |
| 2    | 聖プラクセディス             | 1655    | C      | 102×83  | 個人蔵（国立西洋美術館に寄託）                     | プラクセディスは、2世紀のローマ帝国、マルクス・アウレリウス・アントニヌス帝治世下にて、キリスト教徒を匿って、殉教した。彼女は背後に描かれる殉教者の血を、十字架と共にスポンジを持つ手で吸い、壺に注いでいる。十字架を除くと、フェリーチェ・フィチェレッリ作品とほぼ同構図で、彼の作品とされていたが、“Meer1655”とのサインが見つかり、ワシントン・ナショナル・ギャラリーに所属していたアーサー・K.ウィーロックJr.は、フェルメールによるフィチェレッリの模写とした。対して修復家のユルゲン・ウェイドゥムは、サインを後世の加筆とし、殆んどのフェルメール作品に用いられる青色顔料、スマルトが検出されないことから、真作ではないとする。2015年より、国立西洋美術館に委託・常設展示されている。                                               |    |
| 3    | ダイアナとニンフたち         | 1655-56 | C      | 98×105  | ハーグ、マウリッツハイス美術館                     | ダイアナ（ディアナ・ディア－ナ）（ギリシア神話でのアルテミス。）は、ローマ神話でのオリュンポス十二神の一人で、狩猟の神であり、純潔の象徴。弓矢に矢筒を携え猟犬を伴う。狩猟後、従者のニンフと水浴する。黄色の衣を纏い、三日月形紋の髪飾りをするのがダイアナである。4人のニンフを伴う。一人のニンフに足を洗せる。ブルースミュージアム（アメリカ合衆国コネチカット州グリニッジ）元館長のピーター・C.・サットンは、この行為が、イエスの足を洗った「罪深い女」（ルカによる福音書7：36-50）を髣髴とさせ、ダイアナの右手先に生えるアザミは、現世での苦労や悲しみ（創世記3：17-18）であると解釈する。“JVMeer”のサインが発見され、赤・青・黄色が用いられている点で、1. マルタとマリアの家のキリストと共通する点から、多くの研究者が真作と認めた。 |    |
| 4    | 取り持ち女                   | 1656    | C      | 143×130 | ドレスデン、絵画館                                 | 赤い衣の男が、左手で女を後ろから抱き、右手で硬貨を渡す。女はそれを受け取ろうとしている。赤い男の隣の黒頭巾女が「取り持ち女」である。それらの点から、売春の仲介場面を表すと言える。ルカによる福音書15：11-32での放蕩息子を、当世風俗として描いたものである。左端の男をフェルメール自身とする説がある。 |    |
| 5    | 眠る女                       | 1656-57 | C      | 102×83  | メトロポリタン美術館                               | 女はメイドと見なされる。ニコラース・マースの眠る召使の構図援用と考えられる。赤いタペストリーは、4.「取り持ち女」のそれに似ている。女の頭上にある、一部が見える絵画は、33.「ヴァージナルの前の女」と同じ、キューピッド像とされる。扉の奥の部屋にも、2点の絵画が見られる。。X線調査では、当初右側の椅子は描かれておらず、扉から奥の部屋に向かって犬の姿が確認できる。 |    |
| 6    | 窓辺で手紙を読む女           | 1658-59 | C      | 83×65   | ドレスデン、絵画館                                 | 前景右にカーテンがあり、上部のカーテンレールを含め、鑑賞者の眼前にあるかのように感じさせる、だまし絵効果を生じている。2017年から2021年の修復作業により、1979年のX線調査で存在が判明していた、壁に架かるキューピッドの絵が露わとなった。その塗りつぶし層は、顔料採取調査及び溶剤耐性テストから、オリジナルの絵画層より数十年ないし100年後のものと分かり、後世の画家の手によると判明した。ドレスデン絵画館のウタ・ナイトハルトUta Neidhardtは、タペストリーがアナトリア半島産、磁器は中国産とするナチス・ドイツ占領下に秘匿されたが、ソビエト連邦軍に発見され、戦利品として持ち去られた経緯がある。 |    |
| 7    | 士官と笑う女                 | 1658-59 | C      | 51×46   | ニューヨーク、フリック・コレクション               | 女が着る黄色のボディスは、6.「窓辺で手紙を読む女」のものと共通する。左側に窓があり、奥の壁にはネーデルラント地図が架かる。デ・ホーホのカード遊びをする二人の兵士とパイプをつめる女との関連が言及される。オランダ美術史研究所 (RKD)に所属するゲイリー・シュヴァルツは、男が帽子を被っている点から、訪問者であると示し、夫ではない、浮気相手だと見なす。部屋の奥行きを示すため、男女の大きさを極端に差をつけて描いているが、不自然さを生じている。男性の鼻先の消失点に、顔料の欠損があり、糸を通して透視図法を試みたと考えられる。 |    |
| 8    | 牛乳を注ぐ女                 | 1658-59 | C      | 45×41   | アムステルダム国立美術館                           | 足温器と左上の籠を結ぶ線上に、牛乳を注ぐ手があり、そこに視線が向かうよう仕組まれていると、青山学院大学の高橋達史は指摘する。消失点から糸を通すための穴の存在が確認されている。テーブルはネーデルラント特有の、八角形天板を二つ折りにした六角形で使用している。 |    |
| 9    | 紳士とワインを飲む女         | 1658-59 | C      | 65×77   | ベルリン、国立美術館                               | 男は黒のつば広帽にオリーブ色のマント、女は金糸縫い取りの入った赤のボディスと、スカートを着る。2人より前に椅子を置くことによって、「引き」の構図を作っているが、ピーテル・デ・ホーホの酒を飲む女を援用したとされる。椅子にはシタール、テーブルには楽譜が置かれており、13.「稽古の中断」と関連すると思われる。窓のステンドグラスには紋章が嵌めこまれている。 |    |
| 10   | 小路                         | 1658-59 | C      | 54×44   | アムステルダム国立美術館                           | レンガと漆喰で組まれた建物である。1982年、デルフト工科大学が、ニュー・ランゲンデイク通りNieuwe Langendijkの古建築を調査し、本作と似た、様式からして15世紀後半の建築物を発見した。各部位の長さや煙突の位置、ヒビの入り方なども齟齬を生じなかった。その後まもなく、その建物は解体された。2015年、アムステルダム大学に所属していたフランス・フレイゼンハウトFrans Grijzenhoutは、17世紀の運河浚渫台帳や公証人記録から、描かれた位置を「フラーミング通りVlamingstraat 42番」と同定した。 |    |
| 11   | デルフト眺望                 | 1659-60 | C      | 97×116  | ハーグ、マウリッツハイス美術館                     | 現存作品中、風景画は、10.「小路」と本作の2点のみ。運河をまたいだ場所 から、市街地南側の港湾部を描いている。前景左右に門、奥の左右尖塔2基は、教会のそれである。。向かって左のスキーダム門には、時計があり、7時10分を指している。カメラ・オブスキュラ使用説があるが、X線調査によって、水面に映る尖塔を、下書きより引き延ばしたことが判明した。尖塔にカリヨンが描かれていない点から、1660年以前の制作と考えられるが、1660年から61年まで、修理の為に取り外された時に描かれたとの説もある。没後20年を経た1696年、21作品が競売にかけられた際、最も高値で落札された。 |    |
| 12   | 女と二人の紳士               | 1660-61 | C      | 78×67   | ブラウンシュヴァイク、アントン・ウルリッヒ公美術館 | 構図と主題ともに9.「紳士とワインを飲む女」と共通する。女は、袖に金糸で飾り縫いを施した赤いサテンのボディスに、白いブラウス、後頭と下げ髪に赤いリボン。女に迫る男は、くすんだ緑のケープに大きな白い襟に白いラフ状の袖。後ろの男はくすんだ緑のプールポワンを着る。窓にある紋章は、9.「紳士とワインを飲む女」と同じである。床のタイルは、向かって右側が大きく歪むが、小林は視点を高くとったことが原因とする。 |    |
| 13   | 中断された音楽の稽古         | 1660-61 | C      | 39×44   | フリック・コレクション。                           | 女は頭巾をかぶり、男は青灰色のケープを纏う。二人が持つのは楽譜。机上にあるのはシタール、楽譜にワインの入ったグラス。。口金付き磁器について、小林は明朝製とするが、webサイト「エッセンシャル・フェルメール」では、デルフト窯による明青磁の模倣製品とする。「紳士とワインを飲む女」、12.「2人の紳士と女」などとは異なり、左側の窓は閉じられている。壁の絵にはカードを持つキューピッドが描かれている。窓の横に架かる鳥籠は、後世に描き加えられたもの。 |    |
| 14   | 音楽の稽古                   | 1662    | C      | 74×65   | バッキンガム、宮殿王室コレクション                 | ヴァージナル を弾く女と歌う男。床に横たわるのはヴィオラ・ダ・ガンバである。アンドリース・ルッカ―スAndries Ruckers製作のヴァージナルの蓋には、「音楽はうれしい時の伴侶、悲しい時の薬」と記されている。女の頭上にある鏡には、イーゼルが写り込んでいる。右端の絵画は「キモンとペロ」で、牢獄に囚われた空腹の父に、娘のペロが母乳を与える場面である（ローマの慈愛）。 |    |
| 15   | 水差しを持つ女               | 1662    | C      | 46×41   | メトロポリタン美術館                               | 左側に窓、壁にネーデルラント地図、テーブルにタペストリー、椅子には、ぼやけたライオンの頭部の飾りと、ほかの作品でも見られるモチーフで満たされている。女が身に着ける、白い頭巾と肩掛けは、頭部を冷やさないよう、かつ衣服や寝具に香油や白粉が付かないようにするためのものである。テーブル上の箱からは、青いリボンと真珠のネックレスが見える。手洗い・洗顔等に用いられる水差しと水盤には、タペストリーの赤色が写り込む。器が金属性である点や、女の衣から、メイドではなく、愛人だとゲイリー・シュヴァルツは述べる。水差しは義母の遺品説がある。 |    |
| 16   | 青衣の女                     | 1662-65 | C      | 47×39   | アムステルダム国立美術館                           | ゆったりした青いサテンの寝巻を着た女が手紙を読む。Ｘ線画像から、毛皮の飾りをつけるつもりだったと判明した。壁にはネーデルラント地図。本作では色調の変化を重視し、青・白・オーカーの3色だけで表現している。2010-11年の修復にて、古いニスや汚れが除去され、地図軸のウルトラマリンなど、当初の色味が蘇った。フィンセント・ファン・ゴッホが本作を見た感想として、「…とっても美しいオランダの妊娠中の女性を描いている…レモン・イエロー、淡い青、銀灰色が…彼の真骨頂だ。」と述べている。 |    |
| 17   | 真珠の首飾りの女             | 1662-65 | C      | 51×45   | ベルリン国立美術館                                 | 黄色・濃紺・茶色と白だけで構成される。真珠のネックレスとイヤリングは、19.「リュートを調弦する女」、24.「合奏」、26.「女と召使」、31.「恋文」、33.「ヴァージナルの前の女」でも着用される。黄色の毛皮付き上着は、19.「リュートを調弦する女」、22.「手紙を書く女」、26.「女と召使」、31.「恋文」、35.「ギターを弾く女」でも見られる。テーブルには陶器、動物の毛を束ねたパフ、櫛が見られる。光学調査によると、椅子の上にリュート、壁に地図が描かれていた。 |    |
| 18   | 天秤を持つ女                 | 1662-65 | C      | 40×36   | ワシントン、ナショナル・ギャラリー                 | 白い頭巾、紺に白毛皮の付いた上着、カーキ色のスカートを着た女が右手に天秤を持つ。テーブルには真珠のネックレス、硬貨がある。だが天秤にはなにも乗っていない。壁の絵は「最後の審判」である。女の右小指の先には、消失点と考えられる穴が開いている。真珠の輝きは、油絵具が乾く前に上塗りする「ウエット・イン・ウエット」による。トレ・ビュルガーは、女の持つ天秤を、最後の審判にて魂を計る大天使ミカエルとの寓意であると指摘する。 |    |
| 19   | リュートを調弦する女         | 1662-65 | C      | 51×46   | メトロポリタン美術館                               | 女は、度々みられる黄色地に白い毛皮付きの衣に、真珠のイヤリングとネックレスを身に着ける。リュートを抱え、左手でペグを調整しているように見える。前景には、焦点のぼやけた椅子背柱の獅子頭装飾、壁にはヨーロッパ地図。テーブルの上には楽譜、床には本に、ヴィオラ・ダ・ガンバが描かれる。ヴィオラ・ダ・ガンバの存在は、演奏する男の訪問を示唆すると、ウォルター・リートケの説がある。モデルはフェルメールの配偶者ではと、ウィロックは推察する。 |    |
| 20   | 赤い帽子の女                 | 1665    | W      | 23×18   | ワシントン、ナショナル・ギャラリー                 | 赤い羽根帽子を被り、青いサテン状の布を羽織り、レース状のブラウスを着る。手前にはボケた椅子背柱の獅子頭飾り。背景にタペストリー。19世紀には真作とされ、ワシントン・ナショナル・ギャラリーのアーサー・K.ウィロックJr.は、真作としているものの、20世紀の複数の研究者からは疑問視する意見が出ている。小林は2018年時点で、フェルメール真作か、決めかねている。全作品中、最も小さい。赤外線画像で、つば広帽子を被った男が本作の下に描かれているのが分かるが、これはフェルメール作ではないとする意見がある。 |    |
| 21   | フルートを持つ女             | 1665    | W      | 20×18   | ワシントン、ナショナル・ギャラリー                 | 青いサテン状で白毛皮の付いた上衣に、茶系の笠状の縦縞入り帽子を被るが、丸帽に縦縞は、製作上あり得ないとの指摘がある。支持体が板であることや、大きさ、描写などの点が、同じナショナル・ギャラリー所蔵の20.「赤い帽子の女」に共通する。光源が向かって右にあることも共通するが、ほかのフェルメール作品にない特徴である。年輪年代学調査により、1650年代初めに伐採された木材であることが判明した。オランダの美術史研究者、アルベルト・ブランケルトは、17世紀の板に描いた18世紀の絵画と見なし、小林もそれを支持する。 |    |
| 22   | 手紙を書く女                 | 1665-66 | C      | 45×40   | ワシントン、ナショナル・ギャラリー                 | 黄色に白毛皮付き上衣に真珠のイヤリングを着、椅子には鋲止め革張り背もたれに獅子頭飾りと、お馴染みの装飾品が描かれる。髪を束ねて編み込み、リボンを結ぶのは、1660年代半ばの流行である。手元の動きを止め、鑑賞者側を向くのは、12.「2人の紳士と女」、13.「稽古の中断」と共通する。壁の絵画は、ヴィオラ・ダ・ガンバと思われるが、楽器は愛のモティーフであり、手紙は恋文と見なせる。構図から、レンブラント・ファン・レインやフランス・ファン・ミーリスからの援用が考えられるが、直接の影響というより、市場動向を注視して題材を選んだのではないかと、小林は推察する。 |    |
| 23   | 真珠の耳飾りの少女           | 1666-65 | C      | 45×39   | マウリッツハイス美術館                             | 黄色とウルトラマリンのターバンを髪に纏い、真珠のイヤリングを付ける。オーカーの上衣から白い襟が出る。このような纏め方のターバンは、同時代絵画に見出しがたく、フェルメールの想像に基づくのではと指摘される。背景の黒地にウルトラマリンをグレーズ（顔料を油で溶いてごく薄めたものを塗布する。）し、光を強調する。真珠は、左側の光源、及び襟の白を受けて光る。真珠の産地はペルシア湾以東、及び中南米であり、ネーデルラントの世界進出を裏付ける。真珠には純潔の暗喩を持つ。イヤリングの真珠はあまりに大きいため、天然ものではなく、ガラスにニスを塗り、鈍い光沢に仕上げた、人造真珠の可能性がある。オランダ語で「顔」を意味する、トローニーと呼ばれる、特定モデルのいない頭部像とされる。                                                     |    |
| 24   | 合奏                         | 1665-66 | C      | 73×65   | ボストン、イザベラ・スチュワート・ガードナー美術館 | 3人が描かれるが、左からそれぞれ、チェンバロ、リュート、歌を担当する。手前の床にはヴィオラ・ダ・ガンバ、テーブルにはタペストリーが敷かれ、シタールがある。チェンバロの女は、黄色の上衣に真珠のイヤリング、白のサテンスカートを着する。チェンバロの蓋裏にイタリア風の風景が描かれるが、ゲイリー・シュヴァルツは、音楽は自然のようなものであるのだと解釈する。壁の絵の内、右側はディルク・ファン・バビューレンの取り持ち女に由来する。1990年に盗難され、2022年8月時点でも行方不明である。 |    |
| 25   | 絵画芸術                     | 1666-67 | C      | 120×100 | ウィーン、美術史美術館                             | 青い衣のモデルが、月桂冠とトロンボーンと書物を持物とすることにより、彼女が歴史の女神、クリオ（クレイオー。ラテン語・英語: Clio）に見たてている。モデルを描く画家は、背中と腕にスラッシュの入った黒のプールポワン、白いシャツ、黒のベレー帽、赤いタイツ、白のゲートル、黒の靴と、仕事着とは言えない着飾りである。画家は右手を腕鎮で支え、キャンバス上にチョークで輪郭を取り、筆で月桂冠の彩色を行う。壁の地図にはネーデルラント17州が記される。フェルメールの書簡に、「絵画芸術を表した絵」とあり、画家はフェルメール自身ではなく、アレゴリー（寓意画）としての理想絵画を追求した作品であると、高橋達史は主張する。フェルメールが亡くなるまで手許に置かれた。                                                                             |    |
| 26   | 婦人と召使                   | 1667-68 | C      | 90×79   | フリックコレクション                               | 茶色の上着、白ブラウス、紺のエプロンを付けたメイドから手紙を渡され、女は羽ペンを持った手を止める。メイドの右手の下にある金属製品は、インク壺と筆洗である。女の衣装、テーブル、テーブル上の小箱は、22.「手紙を書く女」と同じものである。塗り残しがある為、中山公男と小林は、未完成作品と見なす。女の右手は力が抜け、左手を顎に当てていることから、先に宛てた手紙の返信内容に不安になっていると、シュヴァルツは読み解く。女をフェルメールの配偶者と見なす説がある。 |    |
| 27   | 天文学者                     | 1668    | C      | 50×45   | ルーヴル美術館                                     | 男が右手で天球儀に触れている。その手前で光を受ける、円形のものは、アストロラーベ、開かれた書籍の手前、左手の先には、金色のディバイダが見える。彼の衣は、日本から輸入され「ヤポン」と呼ばれた着物である。箪笥には天体図が掛けられ、壁に掛かる絵は「モーセの発見」（出エジプト記2：1-10）である。本作品は、福音書記者、聖ヒエロニスムなどに連なる、キリスト教世界での古典的画題、「書斎の学者像」を描いたものである。顕微鏡の発明者である、アントニ・ファン・レーウェンフックをモデルとする説がある。 |    |
| 28   | 少女                         | 1668-69 | C      | 45×40   | メトロポリタン美術館                               | 23.「真珠の耳飾りの少女」同様、特定モデルのいない肖像画「トロ―二―」にあたる。体を左にひねりつつ、顔を正面寄りに戻す姿勢や、絵のサイズも似通っている。「真珠の耳飾りの少女」に比べ、頭部と灰白色のショールのように、特定のポイントの強弱が無く、弛緩した印象がある。 本作のような表情は、他のフェルメール作品に類似するものが無い。フェルメールの娘をモデルとした説がある。 |    |
| 29   | 地理学者                     | 1669    | C      | 52×46   | フランクフルト、シュテーデル美術館                 | 窓辺にて、肩にかかる長髪の男が、青い着物風の服を着、右手にディバイダを持つ。箪笥の上には地球儀と本、壁には地図「ヨーロッパの全海岸線」、その上に“I．V．Meer”サインと、制作年である「1669」が記される。描かれた器具は、この時代でもすでに時代遅れなものだと、小林は指摘する。男一人だけが描かれるのは、本作と27.「天文学者」だけだが、両作は主題が似ており、サイズも近く、中山公男は意図的な関連を持つ連作と述べるが、小林は、キャンバスの折り目が異なる点、着物が様式化している点から、「天文学者」制作後しばらくたってから、パトロンが注文したのではないかと推測する。 |    |
| 30   | レースを編む女               | 1669-70 | C      | 24×21   | ルーヴル美術館                                     | 両手にボビンを持ってボビンレース編みをしている。専用のボビン台と机を用いている。左手前にある紺色のものは、裁縫用クッションで、上半分が開くようになっている。そこから赤と白の糸が手前に飛び出ているが、ボケた状態で描かれている。小林は、鋭くピントの合った箇所はどこにもないと指摘し、「技巧的な側面が抑制を失い、一挙に噴き出したかのようだ。技法は様式化に向かって走り始め、再現と表現のバランスは目に見えて崩れ始めている」と、「深化なき様式の完成」に向かうと評する。モデルはメイドでなく、上流社会の娘と見なされる。 |    |
| 31   | 恋文                         | 1669-71 | C      | 44×38   | アムステルダム国立美術館                           | 後ろに立つメイドが、女に手紙を渡す。ピントはメイドの方にあっている。女が持つ楽器は、シタールである。壁に2枚の絵があるが、下は海と帆船で、「揺れる恋心」を表し、手紙は題名通り恋文、楽器は愛の象徴とみなされる。前景に扉・椅子・カーテン・箒などを置いた構図は、ピーテル・デ・ホーホの男と女とオウムを援用したとされるが、国立西洋美術館の幸福輝は、モチーフが多く、6.「窓辺で手紙を読む女」とは対照的だと述べ、、小林も「饒舌な画家へと変身を始めている」と語る。 |    |
| 32   | ヴァージナルの前に立つ女     | 1669-71 | C      | 52×45   | ロンドン、ナショナルギャラリー                     | 青い上衣、白いサテンの袖が膨らんだブラウス、真珠のネックレス、サテンの襞付きスカートを着て、両手をヴァージナルの鍵盤に置く。この袖は1670年前後に流行したものである。壁に2点の絵、ヴァージナルの蓋にも風景が描かれている。愛の象徴であるキューピッドの絵を、よく見えるように描くのは、以前のフェルメールなら行わなかったと、小林は述べる。 |    |
| 33   | ヴァージナルの前に座る若い女 | 1670    | C      | 25×20   | アメリカ合衆国、個人蔵                             | 女はヴァージナルの鍵盤に両手を置きつつ、顔を鑑賞者側に向ける。赤と白のリボンに真珠のネックレス。黄色いショールと白いドレス、赤と白のリボンでまとめた巻き髪。これらの装束は、1670年代のものと結論付けられ、調査により、ラピスラズリなど17世紀の顔料が確認され、透視画法用のピン穴があること、キャンバスの経（たて）・横糸の密度は30.「レースを編む女」に一致したことから、真作であるとされた。しかし小林は、ほかの作品に比べ、構成が単純で、陰影描写にも違和感があると述べ、真作と見なすことに躊躇する。 |    |
| 34   | 手紙を書く女と召使           | 1670-72 | C      | 72×60   | ダブリン、ナショナルギャラリー                     | 女は白頭巾にカーキのボディスに提灯襟ブラウス。メイドは暗色の上衣上下に、32.「ヴァージナルの前に立つ女」と同じ、提灯襟ブラウス、紺色のエプロン。26.「女と召使」や、31.「恋文」では、メイドが女に、届いた手紙を渡していたが、本作でのメイドは、女が書き終えるのを待っている。床には赤い封蝋が落ちている。壁に掛かる絵は、27.「天文学者」と同じく、「モーセの発見」である。絵の画題は「母親が守ることが出来ない赤子の誕生」であり、それを示唆した手紙ではと、シュヴァルツは述べる。 |    |
| 35   | ギターを弾く女               | 1673-74 | C      | 53×46   | ロンドン、ケンウッド・ハウス                       | 女は黄色に白毛皮付き上衣、真珠のイヤリングを付け、10弦のバロック・ギターを弾く。背後の風景画の額の描写は、単純化されている。このような描写がもとで、20世紀において、真作か疑わしい作品とされたが、後期の「輪郭線が硬い」作品なのだと、シュヴァルツは言い含める。弦がぼやけて見えるのは、演奏中を意味すると指摘される。光源が右側にある、数少ない作品 |    |
| 36   | 信仰の寓意                   | 1673-75 | C      | 114×89  | メトロポリタン美術館                               | 図像学研究者チェーザレ・リーパの『イコノロギア』に基づく図像である。信仰の図として、座る女、右手に聖杯、左手に本、足の下に世界、青い上着、つぶれた蛇、原罪のリンゴなどを上げる。本作はリーパの記述におおかた忠実である。これまでの作品に比べ、筆遣いが簡略化している。背後の磔刑図はヤーコブ・ヨルダーンスのそれ(File:Jacob Jordaens - Crucifixion of Jesus.jpg)を基とする。ドレスの白は純潔を、青は天国を意味する。 |    |
| 37   | ヴァージナルの前に座る女     | 1675    | C      | 52×46   | ロンドン、ナショナルギャラリー                     | 女は青いサテンの上衣に、白提灯ブラウス、オーカーのスカートを着、ヴァージナルの鍵盤に両手を置くが、顔は鑑賞者側に向ける。手前には、弓を備えたヴィオラ・ダ・ガンバ。ヴァージナルの蓋に風景画、壁には24.「合奏」での絵画と同じ、ディルク・ファン・バビューレンの「取り持ち女」が掛かる。現存する作品中、最後のものとされる。小林は、32.「ヴァージナルの前に立つ女」と比べ、フェルメールらしい光の輝きがないとし、制作以外の足かせのせいだったのか、あるいは模索の時期だったのかと、逡巡する。 |    |

## 収蔵館以外における展示
真作であるとされるフェルメールの作品は、ヨーロッパとアメリカの美術館のみに所蔵されている。フェルメールの作品は数が少なく所蔵館にとっては貴重なものとなっているため大規模な企画展は困難であるという見方があった。しかし、他美術館からの貸し出しを受けて実現した企画展として、
- 「フェルメール展」1995-1996年、ワシントン・ナショナル・ギャラリー/オランダ・マウリッツハイス美術館
  - 22点（マウリッツハイス美術館では23点[155]）が展示され、これだけの数が集まるのは1696年の競売以来300年ぶりとされる。この企画展によりフェルメールブームのきっかけになったという見解がある[156]。
- 「フェルメールとデルフト展」2001年、ニューヨーク・メトロポリタン美術館[157]/ロンドン・ナショナル・ギャラリー[158]
- 「フェルメールとオランダ室内装飾展」2003年、プラド美術館[159]

があげられる。
他に個別の貸し出し展示として、
- 「ディアナとニンフたち」2010年、ドレスデン国立絵画館/スコットランド・ナショナル・ギャラリー[160]
- 「恋文」2008年、ヴァン・ゴッホ美術館[161]
- 「取り持ち女」2010年、ハーグ美術館/マウリッツハイス美術館/スコットランド・ナショナル・ギャラリー[162]
- 「真珠の首飾りの少女」2008年、ローマ・コルソ美術館[163]
- 「手紙を書く女」2008-2009年、ロサンゼルス・ノートン・サイモン美術館[164]
- 「マルタとマリアの家のキリスト」2010年、ドレスデン国立絵画館/マウリッツハイス美術館[165]

などがある。（非真作を含む。日本を除く）
なお、他美術館へ貸し出しをしないとされる作品に
- 「ギターを弾く女」ケンウッド・ハウス[166]
- 「女と召使い」「兵士と笑う女」「稽古の中断」フリック・コレクション[167]

がある。

### 日本における展示
日本には真作であるとされるフェルメールの作品は無い。したがって、国外の美術館から借りて展示される。
作品単品を借り受けた展示は1968年から行われた。フェルメールをタイトルとした企画展は1995年の「フェルメール展」（ワシントン・ナショナル・ギャラリー他）からのブームを受けた2000年の「日蘭交流400周年記念特別展覧会 フェルメールとその時代」が初となり、それまでの最多である5作品が展示された。のち、2008年「フェルメール展 -光の天才画家とデルフトの巨匠たち-」の7作品、2018-2019年「フェルメール展」の10作品（通期にて）の大規模企画展も開催された。
- 1968-1969年（昭和43-44年） 「レンブラントとオランダ絵画巨匠展」 国立西洋美術館、京都市美術館[168]
  - 『ディアナとニンフたち』
- 1974年（昭和49年） 「ドレスデン国立美術館所蔵 ヨーロッパ絵画名作展」 国立西洋美術館、京都国立博物館[168]
  - 『窓辺で手紙を読む女』
- 1984年（昭和59年） 「マウリッツハイス王立美術館展」 北海道立近代美術館、国立西洋美術館、愛知県美術館[168]
  - 『真珠の耳飾りの少女』
  - 『ディアナとニンフたち』
- 1987年（昭和62年） 「西洋の美術 その空間表現の流れ展」 国立西洋美術館[168]
  - 『手紙を書く女』
- 1999年（平成11年） 「ワシントン・ナショナル・ギャラリー展」 京都市美術館、東京都美術館[168]
  - 『手紙を書く女』
- 2000年（平成12年） 「日蘭交流400周年記念特別展覧会 フェルメールとその時代」 大阪市立美術館[168]
  - 『聖プラクセディス』
  - 『天秤を持つ女』
  - 『リュートを調弦する女』
  - 『真珠の耳飾りの少女』
  - 『地理学者』
- 2000年（平成12年） 「アムステルダム国立美術館所蔵 17世紀オランダ美術展 レンブラント、フェルメールとその時代展」 愛知県美術館、国立西洋美術館[168]
  - 『恋文』
- 2004年（平成16年） 「フェルメール「画家のアトリエ」 栄光のオランダ・フランドル絵画展 ウィーン美術史美術館所蔵」 東京都美術館、神戸市立博物館[168]
  - 『絵画芸術』
- 2005年（平成17年） 「震災復興10周年記念 ドレスデン美術館展 世界を映す鏡」 兵庫県立美術館、国立西洋美術館[168]
  - 『窓辺で手紙を読む女』
- 2005-2006年（平成17-18年） 「オランダ絵画の黄金時代 アムステルダム国立美術館展」 兵庫県立美術館[169][168]
  - 『恋文』
- 2007年（平成19年） 「フェルメール「牛乳を注ぐ女」とオランダ風俗画展」 国立新美術館[170][168]
  - 『牛乳を注ぐ女』（日本初公開）
- 2008年（平成20年） 「フェルメール展 -光の天才画家とデルフトの巨匠たち-」 東京都美術館 [171]
  - 『マリアとマルタの家のキリスト』（日本初公開）
  - 『ディアナとニンフたち』
  - 『小路』（日本初公開）
  - 『ワイングラスを持つ娘』（日本初公開）
  - 『リュートを調弦する女』
  - 『手紙を書く婦人と召使』（日本初公開）
  - 『ヴァージナルの前に座る若い女』(個人蔵)（日本初公開）
- 2009年（平成21年） 「ルーブル美術館展 -17世紀ヨーロッパ絵画-」 国立西洋美術館、京都市美術館 [172][173]
  - 『レースを編む女』
- 2011年（平成23年） 「シュテーデル美術館所蔵　フェルメール《地理学者》とオランダ･フランドル絵画展」 Bunkamuraザ・ミュージアム [174]、豊田市美術館
  - 『地理学者』
- 2011年（平成23年） 「フェルメールからのラブレター展」 京都市美術館、宮城県美術館、Bunkamuraザ・ミュージアム [175]
  - 『青衣の女』（日本初公開）
  - 『手紙を書く女』
  - 『手紙を書く婦人と召使』
- 2012年（平成24年） 「ベルリン国立美術館展」国立西洋美術館、九州国立博物館[176]
  - 『真珠の首飾りの少女』
- 2012-2013年（平成24-25年） 「マウリッツハイス美術館展 オランダ・フランドル絵画の至宝」 東京都美術館、神戸市立博物館[177]
  - 『真珠の耳飾りの少女』
  - 『ディアナとニンフたち』
- 2015年（平成27年） 「ルーヴル美術館展 日常を描く―風俗画にみるヨーロッパ絵画の真髄」 国立新美術館、京都市美術館[178]
  - 『天文学者』（日本初公開）
- 2016年（平成28年） 「フェルメールとレンブラント：17世紀オランダ黄金時代の巨匠たち展」 森アーツセンターギャラリー、福島県立美術館、京都市美術館[179]
  - 『水差しを持つ女』（日本初公開）
- 2018年-2019年（平成30年-令和元年）「フェルメール展 Making the  Difference: Vermeer and Dutch Art」 上野の森美術館、大阪市立美術館[180]
  - 『牛乳を注ぐ女』（東京会場のみ）
  - 『マルタとマリアの家のキリスト』
  - 『手紙を書く婦人と召使』
  - 『紳士とワインを飲む女』（東京会場のみ）（日本初公開）
  - 『手紙を書く女』
  - 『赤い帽子の女』（東京会場前期のみ）（日本初公開）
  - 『リュートを調弦する女』
  - 『真珠の首飾りの女』（東京会場のみ）
  - 『取り持ち女』（東京会場後期・大阪会場のみ）（日本初公開）
  - 『恋文』（大阪会場のみ）
- 2020年（令和2年） 「ロンドン・ナショナル・ギャラリー展」 国立西洋美術館、国立国際美術館[181]
  - 『ヴァージナルの前に座る女』（日本初公開）
- 2022年（令和4年） 「ドレスデン国立古典絵画館所蔵　フェルメールと17世紀オランダ絵画展」東京都美術館[182]、北海道立近代美術館、大阪市立美術館、宮城県美術館
  - 『窓辺で手紙を読む女』（大規模修復後初公開）
- 2022年（令和4年） 「メトロポリタン美術館展　西洋絵画の500年」大阪市立美術館、国立新美術館[183]
  - 『信仰の寓意』（日本初公開）